# Golubački Grad
Golubački Grad ili Golubac je srednjovjekovna tvrđava, spomenik kulture od izuzetnog značaja u Srbiji. Nalazi se u Nacionalnom parku Đerdap, na desnoj obali Dunava, 4 km nizvodno od današnjeg naselja. Smještena je na visokim liticama, na mjestu na kojem se rijeka sužava, na samom ulazu u Đerdapsku klisuru. Golubac je građen lepezasto i sastoji se od tri dijela: prednjeg, zadnjeg i gornjeg grada (s citadelom). 
Golubac se prvi put se spominje u ugarskim izvorima između 1335. i 1342. godine.  Grad je potom proširen (na zadnji i prednji grad) tijekom srpske ili mađarske vlasti, iako nije isključeno da je u startu izgrađen u ovoj veličini. Posljednju fazu u gradnji uradili su Turci ojačavši 6., 7., 8. i 9. kulu i dodavši nisku artiljerijsku kulu (10.) koja je kontrolirala Dunav i štitila pristanište.